# The Mummy Returns
The Mummy Returns, ook wel The Mummy 2, is een Amerikaanse film uit 2001 van regisseur Stephen Sommers. Het is een vervolg op The Mummy uit 1999.
De opnamen van de film vonden plaats in Londen, Marokko en Jordanië.

## Verhaal
De film begint in het Oude Egypte, waar een krijger genaamd de Scorpion King zijn ziel verkoopt aan Anubis in ruil voor een leger waarmee hij zijn vijanden kan verslaan. Met dit leger van ondoden vaagt de Scorpion King zijn vijanden weg. Daarna wordt hij de dienaar van Anubis.
De film verplaatst zich vervolgens naar 5000 jaar in de toekomst. Het is 10 jaar na de gebeurtenissen uit de vorige film. Rick en Evelyn zijn nu getrouwd en hebben een 8-jarige zoon, Alex. Samen met Jonathan wonen ze in een groot landhuis in Engeland. Hun leven wordt in de war geschopt als blijkt dat werknemers van het British Museum bezig zijn met het opgraven van de mummie Imhotep. Via een ritueel weten ze hem tot leven te brengen en weten hem in toom te houden door Meela, die de reïncarnatie van Anck Su Namun blijkt te zijn. Wederom moeten Rick en Evelyn ervoor zorgen dat Imhotep gestopt wordt en niet meer tot leven kan worden gewekt.
Zij hebben echter nog een probleem. Evelyn had een doos mee naar huis genomen, waar de gouden armband van Anubis in zat. Nieuwsgierig als Alex is, heeft hij de armband omgedaan. Daarmee heeft hij onbewust een kettingreactie ontketend die in precies 1 week tijd de Scorpion King weer tot leven zal brengen, tezamen met zijn leger. Ook kan hij de armband niet meer af doen tot hij de piramide in de oase van de Scorpion King bereikt. Als hij deze piramide niet voor het einde van de week betreedt, zal hij sterven. Imhotep ontdekt eveneens wat er gaande is, en laat Alex ontvoeren om met behulp van de armband de locatie van de oase te vinden. Hij wil de Scorpion King verslaan en zo zelf de macht over diens leger van ondoden krijgen.
Rick, Evelyn en Jonathan reizen Imhotep achterna naar Egypte. Ze worden weer bijgestaan door Ardeth Bay, die gelinkt blijkt te zijn aan Rick. Ook wordt meer duidelijk over Evelyn: ze is de reïncarnatie van de Egyptische prinses Nefertiti.
Na een lange achtervolging bereiken beide groepen de tempel van de Scorpion King. Anubis ontneemt Imhotep zijn krachten omdat hij wil dat Imhotep de Scorpion King bevecht als een sterveling. Dankzij Rick bereikt Alex net op tijd de tempel, en kan de armband afdoen.
De Scorpion King ontwaakt, en blijkt te zijn veranderd in een monsterlijke mens-schorpioen hybride. Imhotep doet alsof hij de Scorpion King’s bondgenoot is, zodat de Scorpion King eerst Rick aanvalt. Dankzij de hiërogliefen in de tempel ontdekt Rick dat een gouden scepter die Evelyns broer de hele tijd bij zich droeg in werkelijkheid de speer van Osiris is, het enige wapen dat de Scorpion King kan doden. Rick doodt de Scorpion King en krijgt zo de macht over diens leger. Hij beveelt de soldaten terug te keren naar de onderwereld. De tempel begint in te storten en Imhotep laat zich, nadat hij niet geholpen wordt door Meela, vallen in een kloof die naar de onderwereld leidt. Ook Meela krijgt haar straf als ze valt in een grote stapel van krioelende carnivore scarabeeën tijdens haar ontsnappingspoging. De O'Connells weten net op tijd de ineenstortende tempel te verlaten en keren terug naar huis.

## Rolverdeling
| Acteur                   | Personage                                     |
| ------------------------ | --------------------------------------------- |
| Brendan Fraser           | Rick O'Connell                                |
| Rachel Weisz             | Evelyn Carnahan O'Connell / Prinses Nefertiti |
| John Hannah              | Jonathan Carnahan                             |
| Arnold Vosloo            | Imhotep                                       |
| Oded Fehr                | Ardeth Bay                                    |
| Dwayne Johnson           | Mathayus, de Schorpioenkoning                 |
| Freddie Boath            | Alexander 'Alex' O'Connell                    |
| Patricia Velásquez       | Meela Nais / Anck Su Namun                    |
| Alun Armstrong           | Baltus Hafez                                  |
| Adewale Akinnuoye-Agbaje | Lock-Nah                                      |
| Shaun Parkes             | Izzy Buttons                                  |
| Bruce Byron              | Red                                           |
| Joe Dixon                | Jacques                                       |
| Tom Fisher               | Spivey                                        |
| Aharon Ipalé             | Farao Seti I                                  |

## Achtergrond

### Reacties
The Mummy Returns was qua opbrengst een groter succes dan de vorige film, maar wederom waren de reacties gemengd. De film scoort momenteel een 47% op Rotten Tomatoes, lager dan zijn voorganger.
In totaal bracht de film $433.013.274 op.

### Trivia
- Brendan Fraser droeg een tatoeage die hij in de eerste film niet droeg.
- Dwayne Johnson (Scorpion king) liep een voedselvergiftiging op.
- Tijdens een bepaalde scene moesten kliffen digitaal bewerkt worden om honderden nieuwsgierigen naar de productie te verbergen.
- Hoewel hij de Scorpion King op het einde van de film bevecht, heeft acteur Brendan Fraser tot op de première nooit contact gehad met zijn tegenspeler Dwayne Johnson.

## Prijzen en nominaties
| jaar | prijs                | categorie                                                    | genomineerde(n)                                                          | uitslag     |
| ---- | -------------------- | ------------------------------------------------------------ | ------------------------------------------------------------------------ | ----------- |
| 2001 | Bogey Award in Gold  | -                                                            | -                                                                        | gewonnen    |
| 2001 | Golden Screen        | -                                                            | -                                                                        | gewonnen    |
| 2001 | Teen Choice Award    | Film - Choice Sleazebag                                      | Dwayne Johnson                                                           | gewonnen    |
| 2001 | Teen Choice Award    | Film - Choice Actor                                          | Brendan Fraser                                                           | genomineerd |
| 2001 | Teen Choice Award    | Film - Choice Drama/Action Adventure                         | -                                                                        | genomineerd |
| 2002 | ASCAP Award          | Top Box Office Films                                         | Alan Silvestri                                                           | gewonnen    |
| 2002 | Saturn Award         | Beste fantasyfilm                                            | -                                                                        | genomineerd |
| 2002 | Saturn Award         | Beste make-up                                                | Aileen Seaton, Nick Dudman, Jane Walker                                  | genomineerd |
| 2002 | Saturn Award         | Beste optreden door een jonge acteur                         | Freddie Boath                                                            | genomineerd |
| 2002 | Saturn Award         | Beste special effects                                        | John Andrew Berton Jr., Daniel Jeannette, Neil Corbould, Thomas Rosseter | genomineerd |
| 2002 | Empire Award         | Beste Britse actrice                                         | Rachel Weisz                                                             | genomineerd |
| 2002 | Golden Trailer Award | Best Title Sequence                                          | -                                                                        | genomineerd |
| 2002 | Blimp Award          | favoriete mannelijke filmster                                | Brendan Fraser                                                           | genomineerd |
| 2002 | Golden Reel Award    | Beste geluidsmontage - Effects & Foley Domestic Feature Film | Leslie Shatz, Malcolm Fife, Ann Scibelli, Jon Olive, Jonathan Klein      | genomineerd |
| 2002 | Taurus Award         | Beste gevecht                                                | Nicola Berwick, Dee Harrup                                               | genomineerd |
| 2002 | Taurus Award         | Beste stunt door een stuntvrouw                              | Nicola Berwick, Dee Harrup                                               | genomineerd |
| 2002 | Young Artist Award   | beste jonge mannelijke bijrol                                | Freddie Boath                                                            | genomineerd |